# Monroe (Oregon)
Monroe az Amerikai Egyesült Államok északnyugati részén, Oregon állam Benton megyéjében helyezkedik el. A 2010. évi népszámláláskor 617 lakosa volt. A város területe 1,32 km², melynek 100%-a szárazföld.

## Történet
A település a Joseph White által 1852-ben létesített fűrésztelep körül jött létre. 1853-ban a helyet „White's Mill” („White gyára”) néven ismerték. Roland Hinton ugyanekkor alapította a teleptől északra lévő Starr Pointot; a két közösség alkotta a későbbi Monroe-t. Az új város hamar fontos csónaközlekedési csomópont lett.
A város évekig az állam egyik legnagyobbika volt. A helyi gimnázium az 1920-as években épült. Az Interstate 5 1960-as évekbeli építkezéseit követően a település főleg a mezőgazdaságra épített; itt található a Hull–Oakes fűrésztelep, az Egyesült Államok egyetlen gőzzel üzemeltetett fafeldolgozó telepe.

## Népesség

### 2010
A 2010-es népszámláláskor a városnak 617 lakója, 251 háztartása és 165 családja volt. A népsűrűség 467,4 fő/km2. A lakóegységek száma 277, sűrűségük 209,8 db/km2. A lakosok 89%-a fehér, 0,2%-a afroamerikai, 1,3%-a indián, 0,2%-a ázsiai,  6,6%-a egyéb, 2,8%-a pedig kettő vagy több etnikumú. A spanyol vagy latino származásúak aránya 16,2% (10,5% mexikói,   5,7% egyéb spanyol vagy latino származású.)
A háztartások 26,7%-ában élt 18 évnél fiatalabb. 46,6% házas, 12% egyedülálló nő, 7,2% egyedülálló férfi, 34,3% pedig nem család. 25,1% egyedül élt; 8%-uk 65 éves vagy idősebb. Egy háztartásban átlagosan 2,46 személy élt; a családok átlagmérete 2,92 fő.
A medián életkor 42,7 év volt. A város lakóinak 21,6%-a 18 évesnél fiatalabb, 7,7% 18 és 24 év közötti, 23,7%-uk 25 és 44 év közötti, 33,7%-uk 45 és 64 év közötti, 13,1%-uk pedig 65 éves vagy idősebb. A lakosok 50,2%-a férfi, 49,8%-a pedig nő.

### 2000
A 2000-es népszámláláskor  a városnak 607 lakója, 225 háztartása és 166 családja volt. A népsűrűség 459,8 fő/km2. A lakóegységek száma 262, sűrűségük 198,5 db/km2. A lakosok 96,71%-a fehér, 0,33%-a afroamerikai, 0,99%-a indián, 0,33%-a ázsiai, 0,33%-a a Csendes-óceáni szigetekről származik,  1,32%-a pedig kettő vagy több etnikumú. A spanyol vagy latino származásúak aránya 10,05% (8,6% mexikói,   1,5% pedig egyéb spanyol/latino származású.)
A háztartások 39,6%-ában élt 18 évnél fiatalabb. 57,3% házas, 11,6% egyedülálló nő; 25,8% pedig nem család. 20,9% egyedül élt; 7,1%-uk 65 éves vagy idősebb. Egy háztartásban átlagosan 2,7 személy élt; a családok átlagmérete 3,07 fő.
A város lakóinak 29,7%-a 18 évesnél fiatalabb, 9,2% 18 és 24 év közötti, 29,5%-uk 25 és 44 év közötti, 23,2%-uk 45 és 64 év közötti, 8,4%-uk pedig 65 éves vagy idősebb. A medián életkor 35 év volt. Minden 100 nőre 109,3 férfi jut; a 18 évnél idősebb nőknél ez az arány 99,5.
A háztartások medián bevétele 30 625 amerikai dollár, ez az érték családoknál $40 714. A férfiak medián keresete $32 083, míg a nőké $22 083. A város egy főre jutó bevétele (PCI) $14 970. A családok 12,3%-a, a teljes népesség 12,6%-a élt létminimum alatt; a 18 év alattiaknál ez a szám 18,5%, a 65 évnél idősebbeknél pedig 14%.

## Nevezetes személy
- Willis C. Hawley – 1903 és 1933 között a képviselőház tagja, valamint az 1930-as kereskedelmi törvény (Smoot–Hawley Tariff Act) egyik benyújtója

## Fordítás
Ez a szócikk részben vagy egészben  a   Monroe, Oregon című angol Wikipédia-szócikk ezen változatának fordításán alapul.  Az eredeti cikk szerkesztőit annak laptörténete sorolja fel. Ez a jelzés csupán a megfogalmazás eredetét és a szerzői jogokat jelzi, nem szolgál a cikkben szereplő információk forrásmegjelöléseként.